# (10132) Lummelunda
(10132) Lummelunda est un astéroïde de la ceinture principale.

## Description
(10132) Lummelunda est un astéroïde de la ceinture principale. Il fut découvert le 20 mars 1993 à La Silla par le programme UESAC. Il présente une orbite caractérisée par un demi-grand axe de 2,22 UA, une excentricité de 0,16 et une inclinaison de 8,1° par rapport à l'écliptique.

## Compléments